# Белият отряд
„Белият отряд“ (The White Company) е исторически роман от Артър Конан Дойл, издаден през 1891 година.
Артър Конан Доил започва работа върху романа през 1889 г. През пролетта на 1890 г. романът е завършен и започва да излиза с продължения в списание „Корнхил“. През 1891 г. романът е публикуван като отделно издание. Самият Конан Доил неведнъж повтаря, че смята „Белият отряд“ за своето най-добро произведение. Литературната критика и читателската аудитория също подкрепят това мнение. Само за първите осем години след създаването си романът претърпява 25!

## Сюжет
Внимание:  Текстът по-долу разкрива сюжета на произведението (или части от него)!
Действието се развива в средата на XIV век (1366—1367) в Англия, Франция и Испания – в разгара на Стогодишната война(1337-1453). В рамана се разказва за похода на английските войски в Испания през 1369 г. По това време испанският крал Педро I „Жестоки“, прави опит да съсредоточи в свои ръце цялата власт в страната. Той започва кървава борба с едрите феодали, но е свален от престола. Кралят бяга във Франция и иска помощ от Черния принц – сина на английския крал Едуард, който контролира повече от половината от територията ѝ. По това време из страната кръстосват т.нар. „бели отряди“ – дружини от наемници, които са готови да предложат меча си на всеки, който им заплати достатъчно. Именно те съставят основна част от армията, която нахлува в Испания. Походът обаче завършва с неуспех за англичаните. След като Педро пада убит, те напускат страната.

## Издания на български език
- „Белият отряд“, София, изд. „Астрала“, 1996 г., 312 с.